# Questions féministes
Questions féministes est une revue féministe française publiée de 1977 à 1980. Elle est le principal organe de publication du courant féministe matérialiste.

## Histoire
La revue est fondée par un groupe de féministes qui comprend Simone de Beauvoir, Christine Delphy, Colette Capitan, Colette Guillaumin (bien qu'elle ne figure pas dans le comité de rédaction qui inaugure la revue), Emmanuèle de Lesseps, Nicole-Claude Mathieu, Monique Plaza et, plus tard, Monique Wittig.   
Elle est publiée pendant trois ans, pour finir par se dissoudre sur des points de vue divisés sur l'hétérosexualité, qui surviennent dans l'édition de février 1980 avec les essais opposés de Monique Wittig d'une part (« La Pensée straight ») et Emmanuèle de Lesseps (« Hétérosexualité et féminisme ») de l'autre,. Monique Wittig explique que l'hétérosexualité est une construction politique qui sert les hommes à s'approprier le corps des femmes et que c'est l'hétérosexualité qui produit la différence sexuelle. Sans hétérosexualité, il n'y a pas de division de sexe. La catégorie femme n'existe qu'à travers l'hétérosexualité. Cette position provoque une rupture théorique au sein du mouvement féministe. Le comité de rédaction s'auto-dissout le 24 octobre 1980. 
Un groupe de rédactrices, dont Christine Delphy et Emmanuèle de Lesseps, lance une nouvelle revue appelée Nouvelles Questions Féministes, fondée en 1981 sous le patronage de Simone de Beauvoir. Les lesbiennes politiques dont Monique Wittig se sentent trahies. Elles ne font pas partie de la nouvelle revue. D'après le sociologue Sam Bourcier, elles en ont été chassées. Elles vont porter plainte. L'équipe de la nouvelle revue gagne le procès. Alors, les lesbiennes féministes radicales - Colette Guillaumin, Nicole-Claude Mathieu, Monique Plaza, Noëlle Bisseret ainsi que Monique Wittig - publient leurs textes dans la revue Feminist Issues aux Etats-Unies.

## Archives
La bibliothèque Marguerite-Durand (13e arrondissement de Paris) en conserve des numéros.